# Малые Соли
Малые Соли — село в Некрасовском районе Ярославской области России. 
В рамках организации местного самоуправления входит в Некрасовское сельское поселение, в рамках административно-территориального устройства относится к Климовскому сельскому округу.

## География
Расположено на берегу реки Солоница в 3 км на юг от райцентра посёлка Некрасовское. 

## История
В XVII веке по административно-территориальному делению село входило в Костромской уезд, в волость Соль малую. Уже в 1628 году в селе упоминаются церковь Великого чудотворца Николы на левом берегу реки и церкви Успение Пречистые Богородицы и Бориса и Глеба — на правом. Те же церкви значатся в книгах 1646 года. В ноябре 1660 года «На посаде у Соли малые церковь во имя Чуд. Николы, да у него придел Благовещения Пресвятыя Богородицы, церковь ветха... Церковь Успения Пресв. Богородицы,... а службы в той церкви нет с морового поветрия прошлого 1654 года... Церковь Рожества Христова, а в ней местных образов Рожество Христово, Бориса и Глеба... да на посаде малые Соли крестьянских 39 дворов, в них 121 человек, ... да на посацкой земле стоит Государев кружечной двор, да вниз реки Солоницы против церкви Рожества Христова ключ соляной, ...да на посаде ж 2 кузницы, ... да на реке Солонице мельница...». В апреле 1692 года «дан антиминс ко освящению церкви Успения Пр. Богородицы в Костромском уезде, что у Соли Малыя». В августе 1715 году «запечатан указ по челобитью Соли Малые Костромские посацкаго человека Ивана Григорьева, велено ему по его челобитью освятить церковь во имя Николая чуд., да в приделах Иоанна Предтечи, да Бориса и Глеба, Сыпанева монастыря игумену Ионе». В декабре 1729 года «запечатан указ о строении церкви по челобитью Алексея Яковлева сына Волкова, велено в вотчине его в селе Соли Малой вместо ветхой деревянной церкви построить вновь церковь во имя тот же храм».
В 1794 году на средства прихожан на левом берегу реки была построена каменная Николаевская церковь с колокольней. Церковь была обнесена каменной оградой, внутри которой находилось приходское кладбище. Престолов была два: в холодной во имя святителя Николая Чудотворца, в теплой — во имя Благовещения Пресвятой Богородицы (церковь была утрачена в конце 1940-х - начале 1950-х годов). Придел теплой церкви каменного Христорождественского храма был построен в 1900 году на средства петербургского купца Алексея Михайловича Григорьева. Церковь была обнесена каменной оградой. Престолов было три: в холодной — во имя Рождества Христова и во имя св. блгв. кн. Бориса и Глеба, в теплой — во имя усекновения главы Иоанна Предтечи. Каменная Успенская церковь с колокольней имела два престола: в холодной — в честь Успения Божией Матери и в теплой во имя св. мц. Параскевы-Пятницы. В 1909 году построена и освящена новая каменная отдельная церковь во имя св. вмч. Георгия Победоносца и св. мц. царицы Александры, с одним престолом. Церковь была построена вследствие тесноты теплого Параскевинского придела, на завещанный прихожанином царскосельским мещанином Николаем Алексеевичем Беляевым капитал. Успенская церковь утрачена в советский период, а над зданием бывшей Георгиевской церкви в 2000-х годах "вырос" готический замок.
В конце XIX — начале XX века село входило в состав Климовской волости Костромского уезда Костромской губернии, с 1918 года — Иваново-Вознесенской губернии.
С 1929 года село являлось центром Малосольского сельсовета Заволжского района, с 1932 года — в составе Большесольского (Некрасовского) района, с 1954 года — в составе Климовского сельсовета, с 2005 года — в составе Некрасовского сельского поселения.

## Население
| 1872 | 1897 | 1907  | 2002 | 2007 | 2010 |
| ---- | ---- | ----- | ---- | ---- | ---- |
| 715  | ↗976 | ↗1114 | ↘33  | ↗43  | ↘25  |

## Достопримечательности
В селе находится недействующая Церковь Рождества Христова (конец XVIII века) и Георгиевская церковь (1909), перестроенная в «средневековый готический» замок, не имеющий отношения к Русской Православной Церкви.

## Известные люди
В селе родились участник Великой Отечественной войны Герой Советского Союза Александр Павлович Волков и изобретатель Иван Константинович Матросов.